# Burg Wetter
Die Burg Wetter am Harkortsee auf etwa 100 Meter ü. NN in der Stadt Wetter (Ruhr) gehörte zu den bedeutendsten Burgen des Ruhrtals. Heute ist sie eine Ruine und liegt nahe dem Rathaus von Wetter im Bereich der historischen Freiheit Wetter auf einem Ausläufer des Ardeygebirges. Die märkischen Grafen verwalteten von hier aus ihre Besitzungen an der Ruhr.
Die Höhenburgruine und der Burgturm, die Ruine des Bergfrieds, sind als Baudenkmäler Nr. 24 und 25 in der Denkmalliste von Wetter eingetragen. Die Anlage ist Standort der Route Industriekultur.

## Geschichte
In den Urkunden erscheint im Zusammenhang mit der Nennung der Edelherren Bruno und Friedrich de Wettere erstmals 1214 die Ortsbezeichnung Wetter. In jüngerer Zeit werden die Edlen auch als Ritter bezeichnet, es gibt doch keinen Beleg für die Zugehörigkeit der Familie von Wetter zur Ritterschaft.
Die Burg wurde zwischen 1250 und 1274 von den Grafen von der Mark vermutlich als Vorposten gegen die kurkölnische Burg Volmarstein errichtet. Graf Engelbert I. von der Mark vermachte die Burg am 28. Januar 1274 als Hochzeitsgeschenk an seinen Sohn Graf Eberhard I. von der Mark zu seiner Ehe mit Irmgard von Berg.
Von der Burg Wetter aus wurden ab 1300 das Amt Wetter und ab 1324 auch Volmarstein verwaltet. Freiheit und Dorf, die eine Verwaltungseinheit bildeten, erhielten 1355 das Freiheitsprivileg. Das bedeutete eine kommunale Selbstverwaltung, eine begrenzte örtliche Gerichtsbarkeit und das Recht zur Bürgermeisterwahl.
Während der Soester Fehde von 1444 bis 1449 wurde der märkische Amtmann Craft Stecken auf der Burg von kölnischen und böhmischen Verbänden belagert. Ab dem 16. Jahrhundert verfiel die Burg wegen mangelnder Nutzung zunehmend.

Alfred Rethel: Die Harkortsche Fabrik auf Burg Wetter, um 1834

Mit der Einrichtung des Kleve-Märkischen Bergamtes in der Freiheit Wetter bekam der Ort entscheidende Impulse für seine weitere Zukunft, besonders nachdem Heinrich Friedrich Karl Freiherr vom Stein 1784 Bergamtsdirektor wurde. Nach der Verlegung des Bergamtes nach Bochum gründete Friedrich Harkort (1793–1880) im Jahre 1818 in der leerstehenden Burg mit Heinrich Kamp (1786–1853) und mit Hilfe des englischen Technikers Edward Thomas die Mechanische Werkstätten Harkort & Co., eine der ersten Maschinenbaufirmen im Ruhrgebiet. Die Fabrik produzierte neben Dampfmaschinen auch Gasbeleuchtungsapparate. Das Unternehmen firmierte 1824 zu „Harkort, Thomas & Co“ um. Von den Fabriken ist heute nichts mehr zu sehen.

## Tourismus

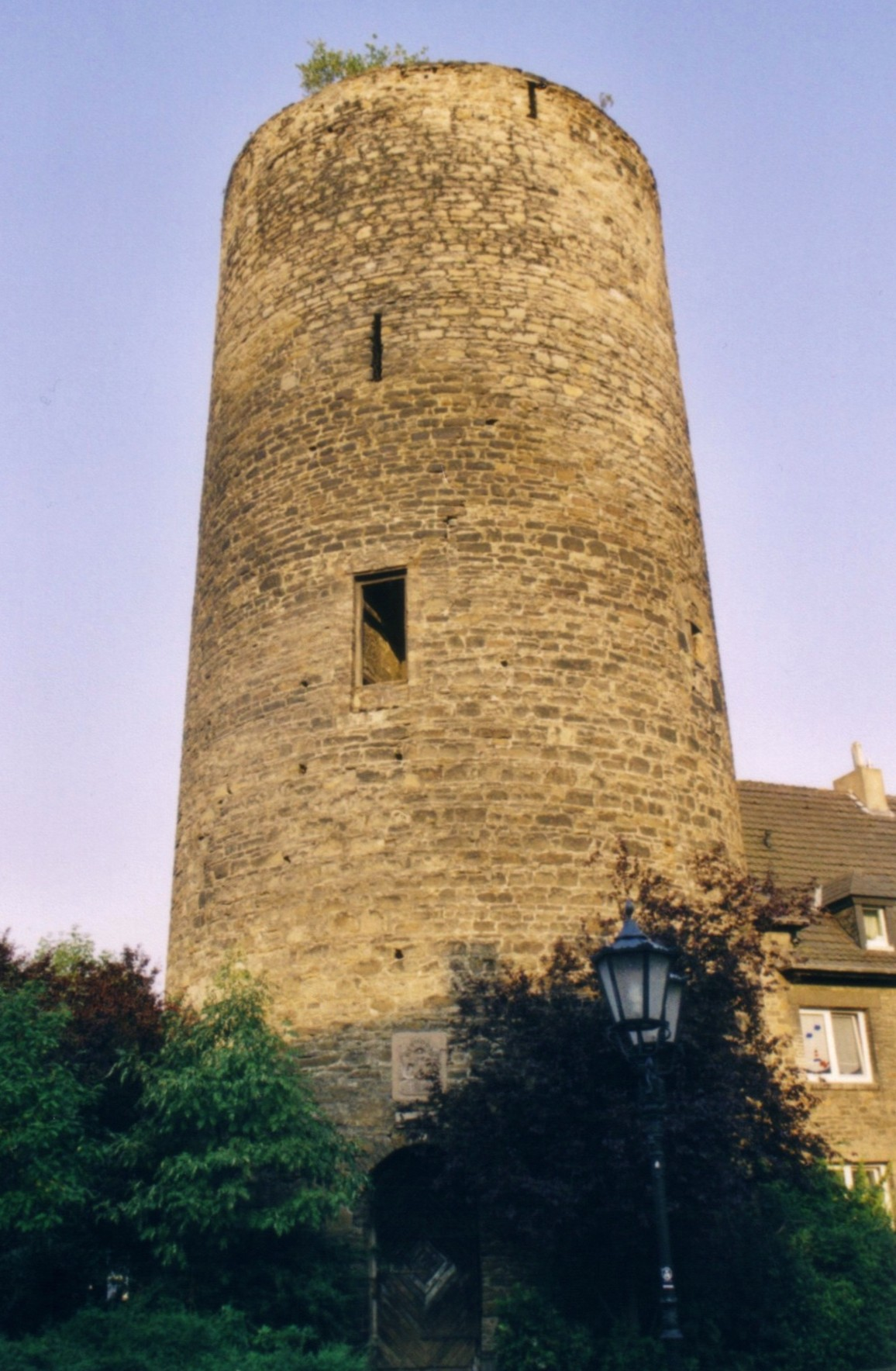
Der ebenerdige Eingang des Burgturms wurde erst in der Neuzeit hinzugefügt.

Ein Besuch der Burgruine ist zumeist mit der Erkundung des benachbarten Fachwerkviertels der Freiheit mit seinen vielen historisch bedeutsamen Häusern verbunden. Unter anderem befindet sich dort auch das Wohnhaus von Friedrich Harkort, das heute als Stadtarchiv benutzt wird. Eine Hinweistafel am Parkplatz beim Burgturm bietet übersichtliche Informationen zur „Freiheit Wetter“.
Teile der Burgruine sind ganztägig frei zugänglich, insbesondere ein Nebenturm als beliebter Aussichtspunkt hoch über dem Harkortsee. Der Bergfried und die Reste des Wohngebäudes (Palas) sind hingegen nur von außen zu betrachten und nicht für die Öffentlichkeit begehbar.